# Symphony for the Devil
Symphony for the Devil – koncertowy film Type O Negative wydany na płycie DVD 14 marca 2006. Film prezentuje zapis koncertu jaki grupa dała na festiwalu Bizarre w 1999 roku.  Wydawnictwo dodatkowo zawiera materiały zza kulis, wywiad z zespołem, komentarze, biografie członków grupy i zbiór fotografii.
Koncert został zarejestrowany przy pomocy 12 kamer, 22 sierpnia 1999 roku podczas 12. Bizarre Festival w niemieckiej Kolonii, w zamierzeniu na potrzeby programu 'WDR Rockpalast', wyemitowanego później w niemieckiej telewizji, a w późniejszym okresie zespół wykupił prawa do tego nagrania. Wydanie DVD koncertu nie zawiera zarejestrowanych i odtworzonych oryginalnie w TV piosenek "Back in the U.S.S.R." i "Day Tripper medley".
Dysk dodatkowy limitowanej wersji albumu Dead Again  wydanej z okazji jego 15-lecia (15th Anniversary Limited Edition Reissue Bonus CD (2022 Nuclear Blast Records)) zawiera pięć utworów pochodzących z tego koncertu.

## Lista utworów
Piosenki i teksty napisał Peter Steele, o ile nie zaznaczono inaczej.
1. "In the Flesh" (Roger Waters)
  - cover zespołu Pink Floyd
2. "Cinnamon Girl" (Neil Young)
  - cover Neila Younga
3. "Waste of Life (intro)"
4. "Too Late: Frozen"
5. "In Praise of Bacchus"
6. "Kill All the White People"
7. "Cornucopia intro" (Ozzy Osbourne, Tony Iommi, Geezer Butler, Bill Ward)
  - cover Black Sabbath
8. "Wolf Moon (Including Zoanthropic Paranoia)"
9. "Everything Dies"
10. "My Girlfriend's Girlfriend"
11. "Are You Afraid"
12. "Gravity"
13. "Black Sabbath intro" (Osbourne, Iommi, Butler, Ward)
  - cover Black Sabbath
14. "Christian Woman"
15. "Love You to Death"
16. "Black No.1 (Little Miss Scare-All)"

## Muzycy
- Peter Steele – śpiew, gitara basowa
- Josh Silver – instrumenty klawiszowe, efekty i programowanie, śpiew
- Kenny Hickey – gitara, śpiew
- Johnny Kelly – perkusja